# ابوسعید عثمان بن یعقوب
ابوسعید عثمان بن یعقوب (انگلیسی: Abu Sa'id Uthman II؛ دسامبر ۱۲۷۶ – اوت ۱۳۳۱) سلطان مرینیان مراکش از سال ۱۳۱۰ تا ۱۳۳۱ میلادی بود.